# Michiel Hinloopen
Michiel Hinloopen (1619 - 1708) was een Nederlandse jurist en een bekende verzamelaar van prenten.
Michiel was de zoon van Tymen Jacobsz. Hinlopen en woonde op de Kloveniersburgwal, naast Joannes de Renialme, en het Trippenhuis. Zijn vader was een van de oprichters van de Groenlandsche of Noordsche Compagnie. De familie Hinlopen was afkomstig uit Brabant, en woonde op het Singel bij de Blauwburgwal. In 1644 trok Michiel net als Isaac Vossius naar Orléans om te studeren aan de universiteit. Hij reisde, net als Nicolaes Heinsius, naar Italië en nam boeken en prenten mee naar huis. Teruggekeerd had hij veel contact met Joost van den Vondel, die aan de familie was gerelateerd en hem huldigde in 1649: Op d’Ilias van de Medicis. Aen Michiel Hinlopen, Rechtsgeleerde. Ook Jan Vos bezong Hinlopen in een minder vleiend gedicht.
Michiel was de neef van Jan en Jacob J. Hinlopen, eveneens kunstverzamelaars. Deze beide takken hadden weinig contact onder elkaar, er werd niet onderling uitgehuwelijkt. Ze hadden elk hun verzamelobject en steunden niet dezelfde dichters.
In 1671 werd Michiel regent van het Burgerweeshuis en in het daaropvolgende jaar luitenant in de schutterij. Het boek Metamorphoses, een vertaalwerk van Vondel, is opgedragen aan Michiel Hinlopen. Als zijn zuster Cataline sterft, blijft hij alleen achter in het huis, verzorgd door twee huishoudsters. In 1696 is Hinlopen, sinds 1684 kapitein van de schutterij, verantwoordelijk voor het herstel van de orde in zijn wijk. Het volk was te hoop gelopen voor het Pintohuis. Het Aansprekersoproer werd bloedig neergeslagen.
Hinlopen had 50 schilderijen waaronder Rubens, Hendrik Goltzius, een landschap door Gillis Claesz. de Hondecoeter, Cornelis van Haarlem en een Hendrik van Balen. Hinlopen benoemt Nicolaes Witsen als executeur-testamentair. Hij schenkt zijn prenten aan de stad en zijn boeken en kleren aan twee vrienden. Witsen erft het orgel en een klavecimbel. Zijn begrafenis kostte 422 gulden.
De door Michiel Hinloopen nagelaten collectie van 51 boeken met 7.034 prenten aan de Algemeene Vergadering der Schilderkonst, een verder onbekende vereniging ... was lange tijd te zien in de kunstkamer van het Amsterdamse stadhuis en daarmee de eerste openbare prentverzameling van Nederland. De verzameling bestond uit illustraties bij de wereldgeschiedenis en uit bekende literaire werken, reproducties van beroemde schilderijen en afbeeldingen van beeldhouwwerken, geordend naar schilderscholen en technieken. Uit deze collectie stamt bijvoorbeeld een beroemde groep van 48 uiterst zeldzame 17e-eeuwse etsen van Hercules Seghers.